# James S. Brady

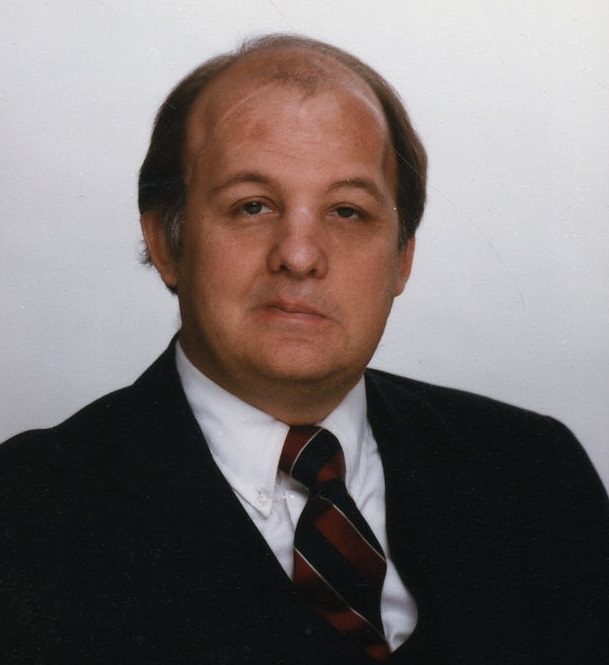
James Brady in 1986

James Scott (Jim) Brady (Centralia, 29 augustus 1940 – Alexandria, 4 augustus 2014) was adviseur van president Ronald Reagan. Brady was destijds perschef van het Witte Huis. De woordvoerder raakte op 30 maart 1981 zwaargewond tijdens een aanslag op Reagan. De persruimte in het Witte Huis is in 2000 naar hem vernoemd.
Brady werd tijdens de aanslag in zijn voorhoofd geraakt door een kogel uit het wapen van John Hinckley jr. Sindsdien was hij deels verlamd en aangewezen op een rolstoel. President Bill Clinton tekende in 1993 een nieuwe vuurwapenwet die naar Brady werd vernoemd. Dit is de Brady Handgun Violence Prevention Act, kortweg Brady Bill genaamd.
Brady overleed op 4 augustus 2014 op 73-jarige leeftijd.